# Tenth Avenue Freeze-Out
Tenth Avenue Freeze-Out är en låt av Bruce Springsteen och från hans album Born To Run från 1975. Texten bygger på att Springsteen berättar historien om hur hans kompband E Street Band bildades. Sången släpptes också som singel 1976 och nådde som bäst nummer 83 på Billboard Hot 100.
När Bruce Springsteen och E-Street Band uppträdde i halvtidsvilan på Super Bowl 2009 med fyra låtar inleddes spelningen med Tenth Avenue Freeze-out.
Under Wrecking Ball turnén 2012-2013 så inleder bandet någon minuts tystnad efter textraden And the Big Man Joined The Band till minnet av E Street Bands saxophonist Clarence Clemons, som kallades Big Man och som dog år 2011.
Det är inte klart vad en Tenth Avenue Freeze-Out är för något, och Bruce Springsteen själv har inte förklarat det explicit. En freeze-out är inom poker en utslagsturnering och kan även översättas till "utfrysning".